# 牛石峠
牛石峠（うしいしとうげ）は、群馬県前橋市にある峠である。

## 概要
- 標高は約1420m。
- 赤城山の頂上付近にある。
- 道路は群馬県道16号大胡赤城線として整備されており、車両の通行が可能。
- 冬期は群馬県道16号大胡赤城線の赤城温泉 - 小沼間が、寒冷・積雪の為、閉鎖される

## 周辺
- 赤城山